# Glyn Jones

Glyn Idris Jones (27 de abril de 1931 - 2 de abril de 2014 ) fue un actor, escritor y director  sudafricano.

## Biografía
A finales de 1964, David Whitaker, el editor de argumento en la serie Doctor Who de la BBC contactó a Glyn Jones, a quien había conocido en una cena, con el fin de que Jones escribiera una aventura para el programa. Por el momento Whitaker fue reemplazado por Dennis Spooner, Jones había sido el encargado de escribir The Space Museum. Jones fue posteriormente consternado por la edición de Spooner de sus guiones, que extirpó la mayor parte del contenido humorístico. Spooner sintió que ese material era lo adecuado en lo que él concibe como una historia de alto concepto de ciencia ficción. Esta sería la única contribución de Jones a Doctor Who como escritor: una segunda presentación en 1970 fue rechazado por el editor de entonces de guion Terrance Dicks.
Sin embargo, Jones interpretó a Krans en 1975 en el episodio The Sontaran Experiment. Este fue un raro ejemplo de un escritor de Doctor Who que también actuó en el programa. Más tarde escribió la novelización de sus guiones en 1987.
En el momento de su muerte, Jones fue el primer escritor que sobrevivía acreditado de la serie y uno de los dos escritores vivos de la época Hartnell del programa, el otro es Donald Tosh.
Jones tuvo otros créditos de guion en A King's Story nominada al Oscar (1964), The Magnificent Six and ½ (1968), siete guiones y editor de guion para la serie de televisión de niños Here Come the Double Deckers (1970), y The Gold Robbers (1969). También una serie de obras de teatro producidas en Inglaterra y Estados Unidos, Thriller of the Year y Beautiful Forever publicado por Samuel French en Ltd, de Londres, y Red in the Morning por Samuel French en la ciudad de Nueva York. Rosemary, Oh Brother!, Champagne Charlie, Peter Pan - A Musical Fantasy y The 88, todos publicados por DCG Media Group.
En 2006, Jones creó un nuevo detective privado de nombre Thornton Rey; encantador, urbano y de pequeños accidentes poco propensos y en 2007 el primer libro de Thornton King, Dead on Time lo publicó Raider Internacional. Desde entonces ha escrito 5 más en la serie;  Just in Case, Dead on Target, The Cinelli Vases, Celluloid and Tinsel, y aún no se ha publicado "Men And Their Toys".
Otros escritos en prosa incluyen No Official Umbrella (su autobiografía), The Journeys We Make, y Angel.
El 4 de abril de 2014, se anunció en el blog oficial de Jones que había muerto el 2 de abril.